# Desintegradora

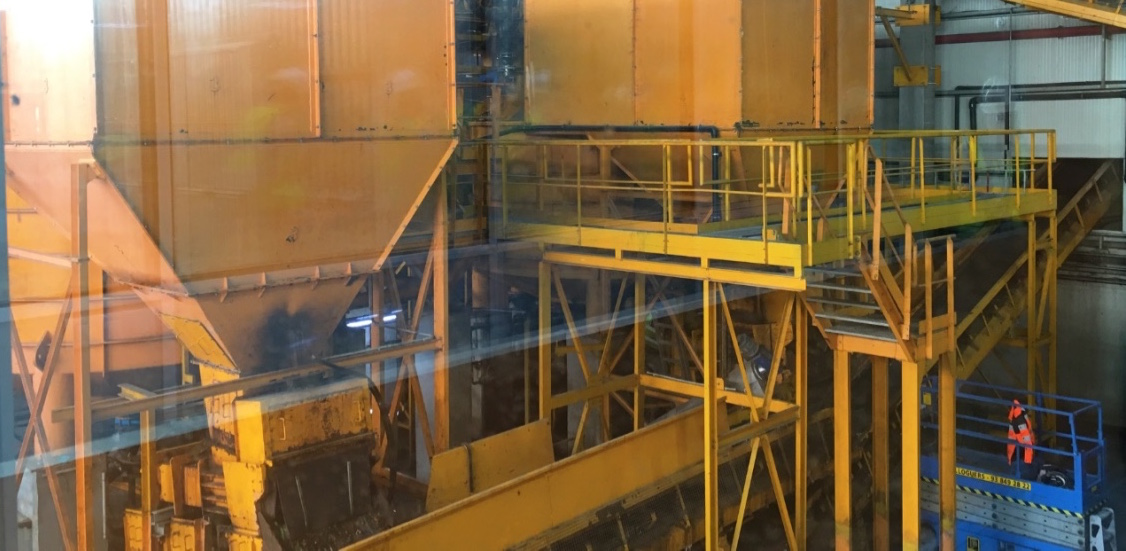
Vista frontal de dues desintegradores en una planta de separació de residus del Vallès Oriental.

Una desintegradora, també coneguda com a pulper (de l'anglès pulper, que significa despolpadora) és una màquina consistent en un recipient cilíndric o octogonal amb una hèlix al seu interior en què es barregen diversos materials i que s'aplica a processos industrials com el de compostatge o el processament del paper, entre d'altres.

## Processos industrials

### Fabricació de paper
Pel que fa a la fabricació del paper, la desintegradora participa en el pas en què s'afegeix una pasta prèvia en forma de fulls gruixuts, que es barreja amb aigua i es desfà per aconseguir una mescla estable. Aquesta etapa del procés de producció és delicada i s'ha de fer de manera precisa; els paràmetres de control que determinen la qualitat i homogeneïtat de l'aglomerat són la velocitat del rotor de l'hèlix, el cabal de sortida i el nivell d'aigua. A més a més, sovint s'acobla un filtre a la sortida de la desintegradora per a controlar la depuració general d'elements no necessaris com fils o filferros, que es poden trobar d'inici en les matèries primeres (especialment si les fibres afegides són reciclades).

### Compostatge
En el cas del compostatge, la desintegradora forma part del que s'anomena el tractament mecanicobiològic humit. Es tracta d'un pretractament amb aigua recirculant en què la desintegradora té una hèlix vertical molt potent que genera una força de cisalla hidràulica suficient com per esmicolar la matèria biodegradable, però deixant intactes les substàncies inertes —sobretot plàstics. Quan els residus han estat prou temps processats, s'extreuen entre el 5 i el 10% dels sòlids totals a través de la part inferior de la desintegradora, on es retenen els residus més grossos, que seran retornarats dins el pulper de nou. Per la part superior del recipient, per altra banda, un rasclet recull els plàstics i altres materials de menor densitat.